# Шеланд
Шеланд (дат. Sjælland, Шелан), известен и като Зеланд, е най-големият (с площ от 7031 km²) от островите, владение на Дания, разположени в Балтийско море. На него живеят повече от 2 млн. души. На източното му крайбрежие и на близкия остров Амагер е разположен град Копенхаген, столицата на страната. Други по-големи градове са: Хелсингьор, Роскиле, Слагелсе, Корсьор, Калунборг, Нествед и др.

## География
Остров Шеланд е разположен в източната част на страната. Дължината му от север на юг е 128 km, а максималната ширина 98 km. На изток протокът Йоресун (Зунд) го отделя от Швеция, на запад протокът Стурабелт (Голям Белт) – от остров Фюн, а на юг протокът Смоланс Фарванет – от островите Лолан, Фалстер и Мьон. Бреговете му са предимно ниски, силно разчленени от заливи и фиорди: Исефиорд и Роскилефиорд - на север, Сайерьобугт - на северозапад, Ямерланбугт и Мусхолмбугт - на запад, Коребексминебугт и Авнефиорд - на юг, Факсебугт-  на югоизток, Кьогебугт - на изток. 
Изграден е предимно от варовици и глини, препокрити с ледникови наслаги. Релефът му представлява хълмиста, предимно моренна равнина - има за максимална височина връх Гюленльовес Хой (126 m), разположен в централната му част. Отделни участъци от острова, предимно на северозапад лежат под морското равнище. На Шеланд има много езера: Аресьо (най-голямото в Дания), Есрумсьо, Салтбеквиг, Тисьо, Фуресьо, Тюструпсьо и др. Речната мрежа е гъста, представена от къси и малки, но пълноводни реки – Сусо (най-голямата на острова), Халебюо, Трюгевелео и др. 
В миналото Шеланд е бил покрит с гъсти букови и дъбови гори, от които сега са се запазили отделни малки участъци. Развива се интензивно земеделие (треви за кърма на животните, пшеница, захарно цвекло) и млечно животновъдство.
През 1987 г. започва проект за изграждане на мост между островите Фюн и Шеланд (Стурабелтски мост). В 1997 г. железопътният мост е готов и само година по-късно е отворен и за автомобили. Заедно с изградените по-рано мостове над Лилебелт, Шеланд най-накрая е свързан с континента по суша. През 2000 г. e открит Йоресунският мост, свързващ Копенхаген и шведския град Малмьо.